# Gesturi
Gesturi (en sard, Gèsturi) és un municipi italià, dins de la província de Sardenya del Sud. L'any 2007 tenia 1.390 habitants. Es troba a la regió de Marmilla. Limita amb els municipis de Barumini, Genoni (OR), Gergei (CA), Isili (CA), Nuragus (CA), Setzu i Tuili.

## Administració
| Període | Identitat      | Partit        |
| ------- | -------------- | ------------- |
| 2005-   | Gianluca Sedda | Llista cívica |